# Star Wars: The Force Unleashed
Star Wars: The Force Unleashed er et spil udviklet og udgivet af LucasArts sammen med Dark Horse Comics og Del Rey Books. Spillet er til rådighed for Xbox 360, PlayStation 3, Wii, PlayStation Portable, Nintendo DS, anden generation N-Gage, iPhone og PlayStation 2. Spillet blev udgivet den 16. september i forskellige dele af Nordamerika, i Australien den 17. september 2008 og i Europa den 19. september 2008.
Spillet blev ved udgivelsen en kommerciel succes, og solgte 1,738 millioner eksemplarer på alle platforme i 3. kvartal 2008, hvilket gjorde spillet til det tredje mest solgte spil i pågældende kvartal.. I juli måned 2009 havde spillet solgt i alt seks millioner eksemplarer, hvilket gjorde spillet til det hurtigst sælgende Star Wars spil. The Force Unleashed vandt prisen Writers Guild of America i kategorien "Best Video Game Writing".

## Handling
Spillets handling udspiller sig mellem episoderne III og IV, og handler om Darth Vaders mystiske og hemmelige lærling, StarKiller (Sam Witwer).
Man begynder som en mørk jedi og får forskellige missioner fra Darth Vader. Med hjælp fra piloten Juno Eclypse kommer man til forskellige systemer med det modificererede rumskib Rouge Shadow. I begyndelsen af spillet er man ond men man bliver mere og mere som en jedi, da Vader vil have sig til at skabe en alliance til kamp mod kejseren.